# Liste der deutschen Botschafter in Tansania
Die Liste der deutschen Botschafter in Tansania enthält die Botschafter der Bundesrepublik Deutschland in Tansania seit 1961. Sitz der Botschaft ist in Daressalam. Die Botschaft ist auch für die Komoren zuständig.
| Name                                     | Amtszeit  | Anmerkungen           |
| ---------------------------------------- | --------- | --------------------- |
| Franz-Joachim Schoeller                  | 1961–1962 | Geschäftsträger a. i. |
| Herbert Schröder                         | 1962–1967 |                       |
| Norbert Hebich                           | 1967–1971 |                       |
| Burkard Freiherr von Müllenheim-Rechberg | 1971–1975 |                       |
| Vincent Albers                           | 1975–1977 |                       |
| Wilfried von Eichborn                    | 1978–1980 |                       |
| Leonhard Kremer                          | 1980–1984 |                       |
| Christel Steffler                        | 1984–1991 |                       |
| Dietrich Venzlaff                        | 1991–1993 |                       |
| Heinz Schneppen                          | 1993–1996 |                       |
| Burghart Nagel                           | 1996–1999 |                       |
| Wolfgang Ringe                           | 2004–2008 |                       |
| Guido Herz                               | 2008–2011 |                       |
| Klaus-Peter Brandes                      | 2011–2013 |                       |
| Egon Kochanke                            | 2014–2017 |                       |
| Detlef Wächter                           | 2017–2019 |                       |
| Regine Heß                               | 2019–2023 |                       |
| Thomas Terstegen                         | seit 2023 |                       |